# Nino Cortese
Nino Cortese (Perugia, 25 settembre 1896 – Napoli, 7 febbraio 1972) è stato uno storico italiano, di area crociana, specialista di storia del Risorgimento.

## Biografia
Nino Cortese nacque da Emilia Sperandeo e Vincenzo, un preside di scuola secondaria. L'infanzia e l'adolescenza di Cortese furono molto movimentate, poiché il padre era spesso costretto per lavoro a trasferirsi. Frequentò il liceo a Firenze dove ebbe l'opportunità di coltivare il suo interesse per la storia collaborando a due riviste, Cronache letterarie e Pluralia. Su quest'ultima pubblicò un articolo nel gennaio del 1912, durante la guerra di Libia, in cui esprimeva la sua adesione a una politica di espansione.
Frequentò l'Università a Napoli, allievo di Michelangelo Schipa, e si laureò con una tesi su Le origini del partito liberale napoletano. In quegli anni contribuì alla stesura dell'opera Il pensiero politico meridionale nei sec. XVII e XVIII di G. De Ruggiero, il quale cita il nome di Cortese nella prefazione alla prima edizione (Bari 1921) dell'opera.
Nel 1920 divenne professore di storia e inizialmente insegnò nel liceo di Castellammare di Stabia e nel Real Collegio militare della Nunziatella di Napoli. In seguito fu docente all'Università di Messina dal 1925 al 1934; all'Università di Palermo nel 1935 e all'Università di Pavia dal 1936 al 1941, prima di stabilirsi definitivamente all'Università di Napoli, dove rimase un trentennio, dal 1941 al 1971. 
Nel 1952 fu vicepresidente dell'Istituto per la storia del Risorgimento.  Curò anche l'edizione dell'opera omnia di Francesco De Sanctis. Morì a Napoli nel 1972.
In Campania sono intitolati a suo nome due istituti scolastici: il Liceo Scientifico di Maddaloni, provincia di Caserta, e l'Istituto Comprensivo di Casoria, provincia di Napoli. 

## Cortese e il Risorgimento
Secondo Cortese il Risorgimento meridionale era un movimento radicato nella tradizione locale, ma allo stesso tempo unito alla coscienza italiana ed europea, al Rinascimento, alla crisi del Seicento e al riformismo illuministico del Settecento. La storia che da esso è scaturita deve essere intesa come "il drammatico fallimento della parte migliore del paese nello sforzo di rassodare i risultati del Decennio dapprima col tentativo rivoluzionario del '20, poi col tentativo di collaborazione con Ferdinando durante la prima metà del suo regno" (G. Galasso). 
Nel 1952 Cortese fu attaccato per queste sue posizioni, ma egli difese la concezione del Risorgimento inteso come processo politico-culturale, affermando: "quando nego l'importanza di una questione sociale nel Risorgimento nego la presenza nella classe politica, di liberali e democratici, di una precisa e consapevole volontà di risolvere in forme conseguentemente democratiche i rapporti sociali. Questo, se volete, è il limite del nostro Risorgimento, limite che è spiegato sia dalle preoccupazioni conservatrici, sia dalle particolari caratteristiche di formazione spirituale, culturale delle élite risorgimentali, che furono, ed insisto su questo punto, minoranze nate dalla cultura".

## Opere
Nel 1926 pubblica Storia politica d'Italia e Storia del Regno di Napoli prendendo spunto dall'opera di Benedetto Croce La storia di Napoli. In quest'opera Cortese afferma, a differenza di Croce, che la storia del Mezzogiorno deve essere inserita nel quadro della storia delle origini dell'unità nazionale.
In molti suoi scritti Cortese analizza i problemi della democrazia e dell'educazione della nuova Italia.